# 愛知県立東海南高等学校

愛知県立東海南高等学校（あいちけんりつとうかいみなみこうとうがっこう）は、愛知県東海市加木屋町に所在する、公立高等学校。
略称は「東海南（とうかいみなみ）」、「東南（とうなん）」。

## 概要
校章は東海市の市の木である「楠」がモチーフで、体育館のことを「楠葉館（なんようかん）」、文化祭及び体育祭を併せて「楠祭（くすのきさい）」と呼ぶなど、楠が学校のシンボルでもある。
スクールカラーは青味緑。
生徒の呼称は「東南生（とうなんせい）」である。

## 教育目標 校訓

### 校訓
- 「己に克つ」：1982年（昭和57年）4月1日制定。
  - 自分の怠け心や欲・邪念に打ち勝つこと。生徒手帳より引用。
  - この校訓は正面玄関前の校訓碑、体育館、各教室に置かれている[1]。

## 沿革
- 1976年（昭和51年）
  - 6月25日：敷地造成工事着手。
  - 7月14日：建築工事着手。
  - 12月24日：愛知県立東海南高等学校と校名決定。
- 1977年（昭和52年）
  - 1月25日：校章、制服を決定。
  - 4月1日：初代校長、佐藤行孝就任。
  - 4月2日：開校宣言、第1回入学式挙行。
  - 7月9日：開校記念式を挙行。
- 1978年（昭和53年）
  - 1月14日：校歌制定。
  - 7月10日：体育館建設工事完成。
  - 11月14日：体育館を「楠葉館」と命名。
- 1980年（昭和55年）
  - 3月1日：第1回卒業証書授与式挙行。
- 1981年（昭和56年）
  - 4月1日：第2代校長、沢田惣一就任。
- 1982年（昭和57年）
  - 4月1日：校訓「己に克つ」を設定。「バレーボール」を校技と決定。
  - 11月25日：スクールカラーを「青味緑」(CF5157）に決定。
- 1986年（昭和61年）
  - 4月1日：第3代校長、平野満就任。
  - 11月8日：創立10周年記念式典を挙行。応援歌・応援旗を制定。
- 1990年（平成2年）
  - 2月8日：校歌碑が完成。
  - 4月1日：第4代校長、荒川眞仁就任。
- 1992年（平成4年）
  - 3月30日：運動場整備工事完成。
- 1994年（平成6年）
  - 2月24日：テニス・バレーコート整備工事完成。
  - 4月1日：第5代校長、都築義之就任。創立20周年記念式典を挙行。
- 1996年（平成8年）
  - 11月2日：ブロンズ像及び中庭植裁（東海道五十三次）等が完成。
- 2000年（平成12年）
  - 4月1日：第6代校長、伊藤嘉彦就任。
- 2003年（平成15年）
  - 4月1日：第7代校長、安田英和就任。文部科学省から「学力向上フロンティアハイスクール」の指定を受ける。
- 2005年（平成17年）
  - 4月1日：第8代校長、鷲見俊郎就任。
- 2006年（平成18年）
  - 4月21日：「県立学校情報化推進モデル事業」実践モデル校の指定を受ける。
  - 11月18日：創立30周年記念式典を挙行。
- 2008年（平成20年）
  - 4月1日：第9代校長、田中幸博就任。
- 2011年（平成23年）
  - 4月1日：第10代校長、中川敦夫就任。
- 2013年（平成25年）
  - 4月1日：第11代校長、渡邊修就任。
- 2016年（平成28年）
  - 11月15日：創立40周年式典を挙行。
- 2018年（平成30年）
  - 4月1日：第12代校長、杉浦吉彦就任。
- 2020年（令和2年）
  - 4月1日：第13代校長、宮﨑千智就任。
- 2024年（令和6年）
  - 4月1日：第14代校長、山口哲也就任。

## 制服

### 男子
- 冬服：黒色、詰襟標準学生服
- 夏服：灰色、指定開襟シャツまたは長袖シャツ

※男子のシャツは薄い灰色。

### 女子
- 冬服：濃紺色、セーラー型
- 夏服：白色、セーラー型[2]

※女子の制服はセーラー服。襟のラインは2本でシルバーグレイ、胸のリボンはシルバーグレイで小さめの蝶結びである。

### 制服の特徴
男女とも冬服の校章はバッジだが、夏服には校章が刺繍されている。
校章と体操服の色は入学年次ごとに青、赤、緑の順で代わる。留年すると一学年下の色のものを買い直す必要がある。
カーディガンの色は黒または紺。セーラー服の冬服の色と合わないベージュ等の色を着ることは認可されていない。
2018年（平成30年）度まで制服の更衣期間が定められていたが、現在は廃止され自身で判断するようにと定められた。式典などの時は統一となっている。

### 服装の規定
登下校の服装について、夏休み期間および5月～10月の土日祝の部活動時のみ、上下体操服または部顧問が許可した服装での登下校を可としている。
アクセサリーと化粧は全て禁止である。特に、化粧については禁止にも関わらず何度もその行為が行われ改善しない場合は、まず生徒指導部の教師と担任による指導が行われる。次に、生徒に加えてその保護者を含めての指導が行われる。それでも改善が見られない場合は退学処分となる可能性がある。

## 学校の特色
1年生では文理問わず基礎となるものを学び、2年生からは文系クラスと理系クラスに分かれる。3年生では更に、文系はA1型とA2型、理系はB類型に分かれる。A1型は私立文系志望、A2型は国立文系志望、理系は国公立・私立の区別はない。なお、成績ごとで分けられる特進クラスは存在しない。
1年間で5回、定期考査がある。大学入学共通テスト（旧称：大学入試センター試験）に集中できるよう3年次は第5期考査がなく、第4期考査（旧称：卒業考査）までしか実施されない。

## 部活動

### 運動部
- 野球部
- 男子バレーボール部
- 女子バレーボール部
- 男子バスケットボール部
- 女子バスケットボール部
- サッカー部
- 男子ハンドボール部
- 女子ハンドボール部
- 男子テニス部
- 女子テニス部
- 陸上部
- 剣道部
- 水泳部
- ソフトボール部
- 卓球部

### 文化部
- 吹奏楽部
- 邦楽部
- 演劇部
- ESS部
- 美術部
- 写真部
- コンピューター情報部

## 学校行事

### 学校祭
楠祭（くすのきさい）と呼ばれる学校祭が年に1回、9月に行われる。3日にかけて行われ、2日間は文化祭、1日は体育祭に当てられる。

### バレーボール大会
校技であるバレーボールを年2回、7月と3月に2日かけて行う。バレーボール大会の日程が変更され、平成19年度からバレーボール大会の日程が7月と10月開催から7月と3月開催に変更された。
なお、2025年よりバレーボール大会が7月にかわって5月に実施されている。

### 修学旅行
2年の6月に行われる、2泊3日の校外学習である。
また、2025年より6月から10月に変更となった。バレーボール大会が5月末に実施されるため、学校行事の日程のバランスを取るためと考えられる。
行き先は、広島県・愛媛県・香川県である。東海道新幹線・山陽新幹線で広島まで移動する。
広島県では広島平和記念公園・原爆ドーム・厳島を訪れる。安芸の宮島島内で宿泊する。
愛媛県では、方面別研修をした後、道後温泉に宿泊する。
香川県では金刀比羅宮を訪れる。

### 遠足
3年の4月に行われる日帰り校外学習である。目的は新しいクラスにおいて友好関係を築くことである。行き先は、ナガシマスパーランドとなっている。
近年のナガシマスパーランド園内のアトラクションの混雑に伴い、令和6年度より三井アウトレットパーク ジャズドリーム長島に行くことが可能となった。

## 著名な出身者
- 中村文則（小説家）
- 久世番子（漫画家）
- 春風弥里（元宝塚歌劇団：花組男役）
- 秋本帆華（チームしゃちほこ）

## アクセス
最寄り駅は名鉄河和線の南加木屋駅。駅より徒歩7分。